# آنایاما نوبوتومو
آنایاما نوبوتومو (به ژاپنی: 穴山 信友 Anayama Nobutomo); ۱ ژانویهٔ ۱۵۰۶ – ۱ ژانویهٔ ۱۵۶۱) سامورایی دوره سنگوکو ملازم خاندان تاکدا در ولایت کای بود. او به دلیل ازدواج با دختر تاکدا نوبوتورا از جایگاه ویژه‌ای در گروه ملازمان تاکدا برخوردار بود. نوبوتومو در حمله به سووا یوریشیگه در سال ۱۵۴۲ با افتخار جنگید.